# Stargarder Land (Weinbaugebiet)

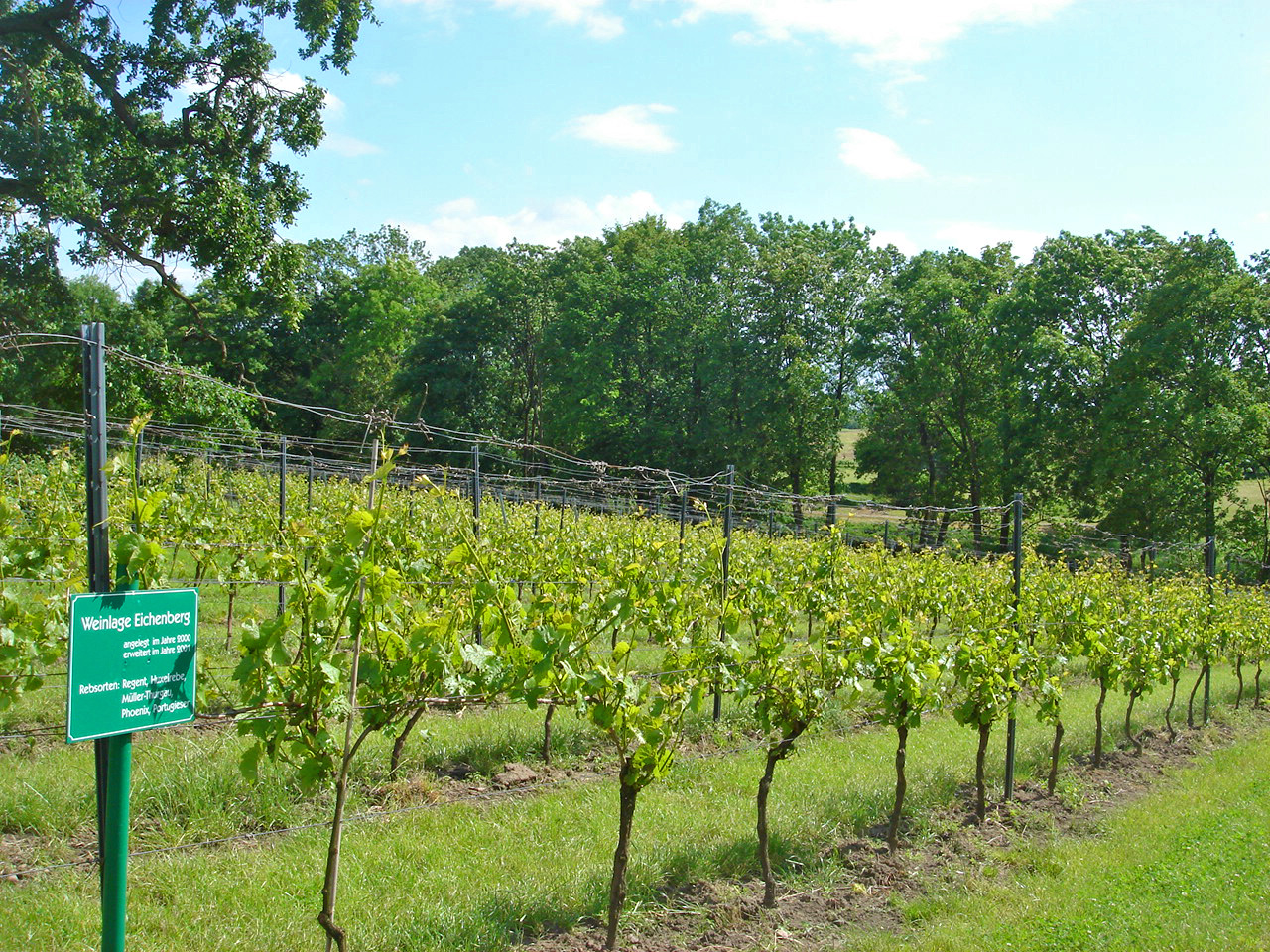
Der Eichenberg von Schloss Rattey

Stargarder Land heißt seit 1. Januar 2005 ein weinrechtlich bestimmtes Weinbaugebiet in Mecklenburg-Vorpommern.
Im Gebiet der historischen Herrschaft Stargard ist es mit den Weinbauorten in Rattey und Burg Stargard das nördlichste geschlossene Weinbaugebiet in Deutschland und darf Deutsche Weine mit einer geschützten geografischen Angabe (früher Tafelwein, geändert durch EU-Weinrechtsänderung vom 1. August 2009) anbauen. Es entspricht territorial dem Landweingebiet Mecklenburger Landwein. Das heißt, dass der Landwein der Region unter der Bezeichnung Mecklenburger Landwein vermarktet wird. Die Anbaufläche beträgt nur 31,0 ha, von denen 30,75 ha auf Schloss Rattey und 0,25 ha auf Burg Stargard fallen. Es ist damit weitaus kleiner als alle anderen deutschen Weinbaugebiete. Schloss Rattey ist mit fast 30 h das größte norddeutsche Weingut und ist eines von vier ostdeutschen Schlossweingütern. 
In Mecklenburg gibt es eine alte Tradition im Weinbau, die in erster Linie von Zisterziensermönchen im 13. Jahrhundert begründet wurde. In Schwerin, Güstrow und Neukloster wurden bereits im 13. Jahrhundert Reben kultiviert. Burg Stargard ist der Ort in Mecklenburg-Vorpommern, in dem am längsten durchgängig Weinbau betrieben wurde, nämlich von 1508 bis zur Mitte des 19. Jahrhunderts und seit 2002 wieder. Erst im Jahr 1855 wurde der gewerbliche Weinbau eingestellt, als der Weinberg von Crivitz bei Schwerin gerodet wurde.

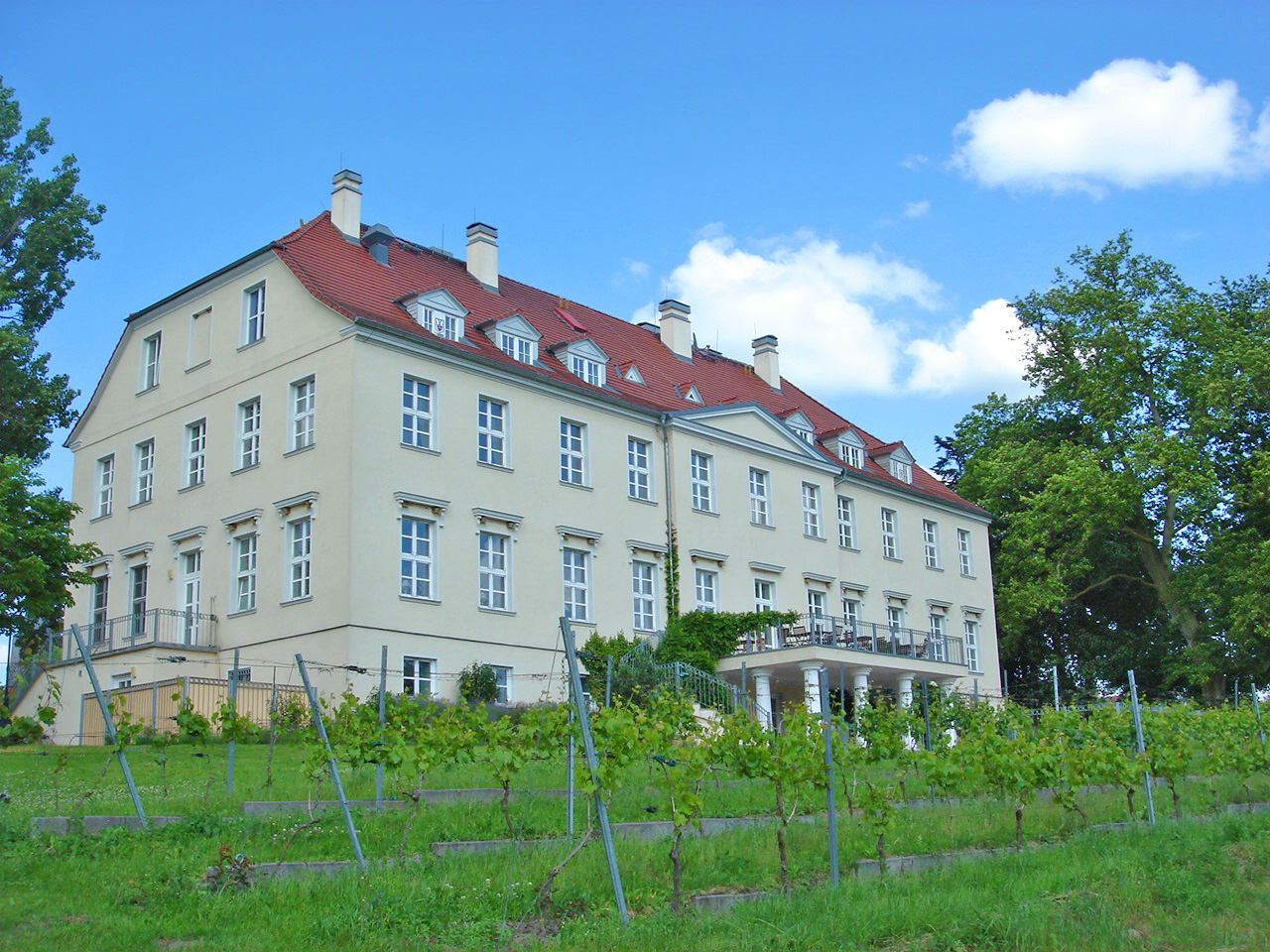
Schloss Rattey mit seiner Rebfläche

Das Gebiet ist mit insgesamt etwa 125.000 Rebstöcken der Sorten Regent sowie Phoenix, Solaris, Ortega, Müller-Thurgau und Elbling bestockt. Betreut werden die 30 Hektar großen Rebflächen in Rattey vom am 1. April 1999 gegründeten Verein der Privatwinzer zu Rattey mit 520 Mitgliedern (September 2006), der auch ein Winzerfest und die Wahl einer Weinkönigin organisiert. Die kleinere Rebfläche von 0,25 Hektar in Burg Stargard, wo es schon von 1508 bis zum Ende des 18. Jahrhunderts Weinbau gab, betreut ein dortiger Winzerverein mit 25 Mitgliedern.
Ein Teil des 2013er Jahrgangs wurde auf Schloss Rattey im Frühjahr 2014 erstmals auf Eichenholzfässern mit einem Volumen von 500 Litern gereift. Da das Deutsche Weinrecht eine Auslobung der Fasslagerung für Landwein nicht vorsieht, kam der weiße und rote Mecklenburger Landwein im Dezember unter dem geschützten Markennamen Eikspon auf den Markt.
Die weinrechtlichen Grundlagen zur Einrichtung des Weinbaugebietes beruhen auf der 11. Verordnung zur Änderung der Weinverordnung vom 4. März 2004, die nach der Zustimmung des Bundesrates in der Sitzung vom 13. Februar 2004 erlassen wurde.